# Fazil Iskander
Fazil Iskander (Sukhumi, Abkhàzia, Geòrgia, 6 de març de 1929 - Peredelkino, 31 de juliol de 2016) va ser un dels autors més reconeguts de la literatura abkhaza, tot i que va escriure majoritàriament en rus. Destacà pel seu costumisme, sovint tenyit d'un to irònic, en descriure els personatges i paisatges de la seva terra natal, tant en els seus versos com a través de novel·les. El seu treball ha estat guardonat amb diversos premis, entre ells el Puixkin o el Premi Estatal de l'URSS. La seva obra més coneguda és Sandro de Chegem, una novel·la picaresca.